# Gemma Cuervo
Pour les articles homonymes, voir Cuervo.
Gemma Cuervo de Igartua, née le 22 juillet 1934,, à Barcelone (Espagne), est une actrice espagnole de théâtre, cinéma et télévision.

## Biographie
Ses rôles les plus connus par le public sont ses interventions télévisées pour les programmes Estudio 1, Médico de familia et Aquí no hay quien viva.
Elle commença sa carrière au Teatro Español Universitario et fit son début professionnel au côté d'Adolfo Marsillach. Puis elle travailla avec José Tamayo dans la Cía. Lope de Vega. En 1969, avec son mari elle forme leur propre compagnie théâtrale avec des représentations en Espagne et dans d'autres pays.
Gemma Cuervo reçoit en 2023 la Médaille d'or du mérite des beaux-arts, décernée par le Ministère de l'Éducation, de la Culture et des Sports espagnol.

## Vie privée
Elle est divorcée de l'acteur Fernando Guillén avec lequel elle a trois enfants, Fernando, Cayetana et Natalia.

## Filmographie
- 1956 : La Vida es maravillosa
- 1964 : El Escándalo
- 1965 : Vivir al sol
- 1965 : Creuse ta fosse, j'aurai ta peau (Perché uccidi ancora) : Pilar Gómez
- 1965 : El Mundo Sigue
- 1965 : Aventure à Beyrouth (La Dama de Beirut)
- 1966 : Baraka sur X 13 : Solange
- 1966 : Por los caminos de España (série TV)
- 1967 : Camerino sin biombo
- 1967 : Los chicos del Preu
- 1971 : Rain for a Dusty Summer : Leurela
- 1971 : Vente a Alemania, Pepe
- 1971 : La Primera entrega
- 1972 : Historia de una chica sola
- 1972 : Las Colocadas
- 1973 : Señora doctor : Rosa
- 1974 : Odio a mi cuerpo
- 1975 : El Adúltero
- 1976 : Secuestro
- 1976 : Adulterio a la española
- 1977 : Dos hombres y, en medio, dos mujeres
- 1978 : Partenaire
- 1979 : Tres en raya
- 1979 : La Boda del señor cura : Sra. de Cuéllar
- 1983 : La Pasión de Isabela (série télévisée) : Zoraida
- 1983 : La Celestina (feuilleton TV) : Elicia
- 1990 : Boom Boom
- 1993 : Amour et doigts de pieds (Amor e Dedinhos de Pé) : Cesaltina
- 1996 : Best-Seller: El premio : Adela
- 1998 : ¡Qué vecinos tan animales! : Sra. Cigüeña (voix)
- 1999 : Si lo sé no vengo (a mi propio entierro) : Madre
- 1999 : Mon nom est Sara (Em dic Sara) : Madre de Sara
- 2003 : Pacto de brujas : Señora Chornet
- 2004 : La Mirada violeta : Viki
- 2005 : El sueño de una noche de San Juan : Cleta (voix)
- 2005 : Íntimos
- 2005 : El Show de la 3 (TV) : Vicenta Benito
- 2016 : La Reine d'Espagne (La Reina de España) de Fernando Trueba